# Jowisz LVI
S/2011 J 2 (Jowisz LVI) – 66. potwierdzony naturalny satelita Jowisza. Został odkryty 27 września 2011 roku przez Scotta Shepparda.
Średnica S/2011 J 2 wynosi około 1 km. Okrąża on Jowisza w średniej odległości 23 124 000 km w czasie nieco dłuższym niż 718 dni. Jego orbita ma mimośród 0,35 i jest nachylona pod kątem 153,6° do ekliptyki, czyli księżyc ten porusza się ruchem wstecznym. W chwili odkrycia S/2011 J 2 wraz z S/2011 J 1 były dwoma najmniejszymi znanymi naturalnymi satelitami w Układzie Słonecznym.